# Svazek obcí Dobříšska a Novoknínska
Svazek obcí Dobříšska a Novoknínska je dobrovolný svazek obcí podle zákona v okresu Příbram, jeho sídlem je Dobříš a jeho cíle jsou v rozsahu uvedeném v § 50 zákona č. 128/2000 Sb. Sdružuje celkem 25 obcí a byl založen v roce 1994. Oproti území ORP Dobříš zahrnuje navíc obec Bukovou u Příbramě.

## Obce sdružené v mikroregionu
- Borotice
- Buková u Příbramě
- Čím
- Daleké Dušníky
- Dobříš
- Drevníky
- Drhovy
- Hřiměždice
- Chotilsko
- Korkyně
- Malá Hraštice
- Mokrovraty
- Nečín
- Nová Ves pod Pleší
- Nové Dvory
- Nový Knín
- Obořiště
- Ouběnice
- Rosovice
- Rybníky
- Stará Huť
- Svaté Pole
- Velká Lečice
- Voznice
- Županovice

## Cíle svazku
1. Svazek je založen za účelem ochrany a prosazování společných zájmů členských obcí, kterými jsou především péče o všestranný rozvoj zájmového území, péče o potřeby občanů členských obcí a ochrana veřejného zájmu.
2. Svazek vyvíjí svou činnost především v rámci regionu, jež je tvořen geografickou oblastí vymezenou katastrálním územím členských obcí.

### Předmět činnosti svazku
Hlavním činností svazku je zaměřena zejména na výkon činností směřujících k systematickému a efektivnímu rozvoji zájmového území, ochranu a prosazování společných zájmů členských obcí a jejich spolupráci při rozvíjení činností týkajících se: oblasti školství, oblasti sociální péče, oblasti rozvoje kultury, ochrany veřejného pořádku, ochrany životního prostředí, rozvoje cestovního ruchu, rozvoje služeb v území, zajištění dopravní obslužnosti, zabezpečení čistoty obce, správy veřejné zeleně, zásobování vodou, odvádění a čištění odpadních vod, společných nákupů energií, společné řešení dalších aktivit regionálního rozvoje.